# トラック野郎・故郷特急便
『トラック野郎・故郷特急便』（トラックやろう・ふるさととっきゅうびん）は、1979年（昭和54年）12月22日公開の日本映画。菅原文太主演、東映製作・配給による「トラック野郎シリーズ」第10作にして最終作。唯一のダブルマドンナ作品。

## あらすじ
東京から高知へ向かうフェリーさんふらわあで、ドサ回りの歌手・小野川結花（石川さゆり）の歌う「傷だらけの恋」を聞いた一番星こと星桃次郎（菅原文太）は、目の前に星がチカチカと輝き一目惚れ。一方、同行していた相棒・やもめのジョナサンこと松下金造（愛川欽也）は、1羽のカモメが2羽に見えてしまうほどの体調不良に見舞われる。高知に到着してもジョナサンの目の不調は治らず、病院で検査を受けることに。脳血栓の恐れがあり、前途を悲観するジョナサン。足摺岬から身を投げようとするが、偶然通りかかった西尾風美子（森下愛子）に救われる。風美子を見た桃次郎は、またしても星がチカチカと輝いてしまう。
風美子は病気の母親・サワ（小畠絹子）を抱え、ドライブインのウェイトレスとして働いていた。桃次郎は、隣人の垣内清馬（大坂志郎）から「風美子は息子の嫁だ！」と難癖をつけられるが、彼に事情を聞くと「6年前から行方不明の息子がいる」と聞かされる。風美子は「一度も会ったことがない息子の帰りを、清馬と一緒に待ち続けている」と桃次郎に打ち明けた。
桃次郎は、風美子の同僚である多美子（波乃ひろみ）からサワの容態が急変したことを知らされる。風美子は危篤状態のサワのため、亡き父との思い出の曲である「南国土佐を後にして」のレコードを手にするが、無惨にも割れていた。サワにとってこのレコードは唯一の楽しみであったが、以前、桃次郎の不手際が原因でレコードを割ってしまっていた。責任を感じた桃次郎は結花がいるキャバレーに行き、彼女が経営者の岩瀬（安部徹）との接待中にもかかわらず、強引に連れ出す。「私、こんなところで歌ったことはないから…」と弱気な結花に、桃次郎は「こういう時こそ、心を込めて歌えるのが本当の歌手じゃないのか！」と一喝。その言葉に目が覚めた結花は「南国土佐～」を歌い上げる。サワは、夫との思い出を振り返りながら静かに涙を流し、そのまま息を引き取った。
後日、垣内家の前に土佐犬を連れた若い男が現れた。息子の竜次（原田大二郎）である。風美子は初対面で竜次と気づくが、母に会って貰えなかったことを嘆き、泣いてしまう。
帰宅した清馬は、自宅前のデコトラ「龍馬號」を見て驚く。トラックの装飾と、息子が復讐を諦めていないことから口論に発展し、親子は喧嘩別れとなってしまう。
キャバレーでは結花へのぞんざいな扱いを巡り、桃次郎が経営者の岩瀬に怒鳴り込んでいた。そこへ、同じく岩瀬への復讐のために飛び込んでくる竜次。互いに「自分の獲物」と引き下がらない桃次郎と竜次は殴り合いに発展し、キャバレーの客を巻き込んでの大騒動となる。喧嘩は桂浜まで続いたが、やがて和解し、翌日の闘犬大会で勝負をつけることになった。
闘犬大会では、結びの一番で岩瀬の「横綱・岩富士」と竜次の「大関・龍馬」が対決。風美子やトラック野郎たちの声援に後押しされ、「龍馬」は大逆転により勝利を収め、横綱となった。竜次と清馬は確執を忘れ、父子で喜びを分かち合う。その後の祝勝会では、肝心の竜次が途中で抜け出し竜宮へ。ここで、竜次と風美子は想いを確かめ合う。目撃した桃次郎は落胆したものの、「本命は結花だ！」とばかりに再起をかけた。
そんな中、結花に大きなチャンスが回ってくる。四国八十八ヶ所巡りで知り合ったバーナード（大月ウルフ）とタミー（テリー・ジョーンズ）は、アメリカの大手レコード会社であるエンパイアレコードのディレクターで、結花は大阪の梅田コマ劇場のステージに立つチャンスを掴む。彼女がステージの合間に四国八十八ヶ所巡りをし、自分の願いが叶うよう、寺院に手を合わせていたときの成果だった。
しかし、誤解から桃次郎は「結花が結婚にOKした」と思い込む。その喜びように、結花は事実が言い出せない。やがて特急の時間が過ぎる。歌手仲間の一条しのぶ（日向明子）が現れ、桃次郎に真実を話す。桃次郎は自分の想いを押し殺し、結花を本当の夢に向かって邁進させようと決心すると、強引に結花を一番星号に乗せ、高松港を目指す。
ジョナサンは一過性の脳痙攣で、トラック乗りに復帰していた。彼と竜次のサポートもあり、一番星号は船の時間に間に合う。そして梅田コマには、桃次郎への感謝を込めて「南国土佐を後にして」を歌う結花の姿があった。

## スタッフ
- 監督 - 鈴木則文
- 企画 - 高村賢治、天尾完次
- 脚本 - 中島丈博、松島利昭
- 音楽 - 木下忠司
- 主題歌 - 菅原文太、愛川欽也（東芝EMI/東芝レコード[4]）
  - 一番星ブルース（作詞:阿木燿子 / 作曲:宇崎竜童 / 編曲:ダウン・タウン・ブギウギ・バンド）
- 挿入歌 - 石川さゆり（コロムビアレコード）
  - 傷だらけの恋（作詞:川内康範 / 作曲:北原じゅん / 編曲:高田弘）
- 撮影 - 出先哲也
- 照明 - 萩原猶義
- 録音 - 林鉱一
- 美術 - 桑名忠之
- 編集 - 戸田健夫
- スチール - 加藤光男
- 助監督 - 新井清
- 企画協力 - （株）カントリー
- 協力
  - 日本高速フェリー（株）東京-高知“さんふらわあ”
  - 関西汽船（株）
  - 土佐闘犬センター
  - 椎名急送
  - 哥麿会
  - 全国平和連合はなぶさ会
- 現像 - 東映化学
- 製作 - 東映

「南国土佐を後にして」が実質的な挿入歌として使用されている（レコードがかかる他、石川さゆりが複数回披露）。

## 出演
- 星桃次郎（一番星） - 菅原文太
- 小野川結花 - 石川さゆり
- 西尾風美子 - 森下愛子
- 垣内竜次 - 原田大二郎
- 松下君江（母ちゃん） - 春川ますみ
- 坊主 - 由利徹
- 矢野多美子（ウェイトレス） - 波乃ひろみ
- 幸蔵 - 南利明
- 一条しのぶ - 日向明子
- 西尾サワ - 小畠絹子
- バーナード - 大月ウルフ
- タミー - テリー・ジョーンズ
- 司会者 - 玉置宏
- 歌手 - 花輪三重子
- 笹本 - 桐原信介
- 関東無宿 - 須賀良
- 金比羅丸 - 高月忠
- 長尾鶏 - 沢田浩二
- 土佐錦 - 土佐一太
- ドライブイン店主 - 相馬剛三
- 支配人 - 大木晤郎
- キャバレーの司会者 - 浜ひろし
- フェリーの船員 - 宮城健太狼
- 上州鶏 - 亀山達也
- 岩瀬の手下 - 姿鐡太郎
- 医師・キャバレーの客 - 高野隆志
- 係員 - 山田光一
- はりまや弁天 - 武田洋和
- 結花のマネージャー - 山浦栄
- 哥麿 - 宮崎靖男
- 遠州灘 - 清水照夫
- 室戸鯨 - 幸英二
- 一発屋 - 奈辺悟
- 岩瀬の手下 - 司裕介
- 山口恵子
- ホステス - 広京子
- 結城なほ子
- ドライブイン奥さん - 山本緑
- 村松美枝子
- 岩瀬の手下 - 古賀弘文
- 岩瀬の手下 - 岡本美登
- ウェイトレス - 山口保代
- 遠藤薫
- ウェイトレス - 榊原良子
- 運転手 - 村添豊徳
- 運転手・キャバレーの客 - 大島博樹
- 松下幸之助 - 酒井克也
- 松下幸次郎 - 桜庭一成
- 松下美智子 - 大久保和美
- 松下華子 - 文蔵あかね
- 松下幸三郎 - 木村雄
- 松下サヤ子 - 石井ひとみ
- 松下幸四郎 - 中村太郎
- 松下幸五郎 - 小椋基広
- 松下幸六郎 - 石井旬
- 垣内清馬 - 大坂志郎
- 岩瀬 - 安部徹
- 警官 - 藤巻潤
- 関根 - 名和宏
- 奥村 - 山城新伍
- 松下金造（やもめのジョナサン） - 愛川欽也
- 以下ノンクレジット
  - 看護婦 - 山本智子[要出典]
  - 検査役 - 青柳裕介[要出典]
  - トランペッター - 泉福之助[要出典]
  - 運転手・キャバレーの客 - 佐川二郎、美原亮、須藤芳雄[要出典]
  - キャバレーの客 - 木村修[要出典]
  - 運転手 - 佐藤邦彦[要出典]

## 同時上映
『夢一族 ザ・らいばる』
- 原作：コーネル・ウールリッチ（『睡眠口座』より）／脚本：田中陽造／監督：久世光彦／主演：森繁久彌

## 備考
初、結果的に唯一ダブルマドンナとなったのは、シリーズ10作目を記念して華やかにというものだった。森下愛子はにっかつ作品での好演で若者に人気があったことからの抜擢。
「トラック野郎シリーズ」は、第3作『望郷一番星』から第8作『一番星北へ帰る』まで4週間（28日間）の興行を打っていたが、本作はテレビ映画もどきの併映作『夢一族 ザ・らいばる』に足を引っ張られ、極端の不振で予定より4日早めて24日間で打ち切りになり、『動乱』の繰り上げ公開となった。
オープニングのシーンで「SLやまぐち号」とデコトラが並走するシーンが見られる。公開当時はC57 1が青い12系客車を牽引していた。